# Совєтське (Кабардино-Балкарія)
Совєтське (рос. Советское) — село у Прохладненському районі Кабардино-Балкарії Російської Федерації.
Орган місцевого самоврядування — сільське поселення Совєтське. Населення становить 408 осіб.

## Історія
Згідно із законом від 27 лютого 2005 року органом місцевого самоврядування є сільське поселення Совєтське.

## Населення
| 1926 | 1970 | 1989 | 2002 | 2010 | 2012 | 2013 |
| ---- | ---- | ---- | ---- | ---- | ---- | ---- |
| 89   | ↗235 | ↗636 | ↘495 | ↘408 | ↘390 | ↘387 |
| 2014 | 2015 | 2016 | 2017 | 2018 | 2019 | 2020 |
| ↘374 | ↗380 | ↘371 | ↘364 | ↘363 | ↘358 | ↗363 |